# Římskokatolická farnost Světec u Bíliny
Římskokatolická farnost Světec u Bíliny (latinsky Schwacium) je církevní správní jednotka sdružující římské katolíky na území obce Světec a v jejím okolí. Organizačně spadá do teplického vikariátu, který je jedním z 10 vikariátů litoměřické diecéze.

## Historie farnosti
Jedná se o tzv. velmi starou farnost, jejíž datum založení není známo. Matriky jsou vedeny od roku 1647.

### Duchovní a materiální správcové vedoucí farnost
Začátek působnosti jmenovaného ve správě farnosti od:
- 1326   Georgius
- 1344   Galus
- 1377   Mathias
- 1384   Laurentius
- 1398   Joannes
- 1398   Nicolaus
- 1398   Jodocus
- 1467   Hermannus
- 1647   Jacobus Hältzbonig
- 10. 5. 1649   Michaël Musquar
- 19. 6. 1652   Petrus Wilde
- 1657   Michaël Paternus
- 1664   Carolus Ludovicus de Baumgärten
- 1668   Joannes Mecrilio
- 18. 2. 1669 Mathias Jos. Kutsch, † 5. 5. 1676
- 16. 5. 1676 Matheus Ernest. Herec
- 1680   Martinus Aug. Panzet
- 1697   Francuscus Wiechn
- 25. 6. 1717 Antonius Jos. Monfroni de Calteson
- 1768   Caspar. Peitner, n. 1732, o. 1757, † 29. 2. 1804
- 1804   Ioann. Czapek, n. 16. 1. 1763 Prag, o. 31. 8. 1788, † 24. 2. 1839
- 1838   Franc. Ehmig, n. 30. 1. 1802 Atschav., o. 4. 9. 1827, † 16. 11. 1882
- 1840   August. Pirchan, n. 25. 8. 1796 Pilgram., o. 24. 8. 1820
- 1842   par. vacat, cap. Ign. Iser
- 1843   Mart. Scheynoha, n. 15. 10. 1801 Novodom., o. 14. 8. 1825
- 1851   par. vacat, admin. interc. Jos. Neumann
- 1852   Joann. Smischek, n. 12. 6. 1807 Dřeschin., o. 25. 7. 1832
- 1853   Math. Wogjk, n. 19. 9. 1809 Sedlicens., o. 25. 7. 1836, † 10. 10. 1882
- 1861   par. vacat, admin. int. Jos. Blumentritt
- 1862   Jos. Wlasák, n. 10. 5. 1816 Zachotin., o. 25. 7. 1840
- 1867   par. vacat, admin. interc. Car. Zimmermann
- 1868   Simon. Mottl, n. 4. 5. 1822 Dražov, o. 1. 8. 1846
- 1875   Franc. Emmer, n. 23. 12. 1828 Neuhaus, o. 31. 7. 1853, † 21. 4. 1877
- 1878   Leonard. Pinter, n. 6. 11. 1837 Elhenic., o. 2. 8. 1863
- 1885   Mart. Voldřich, n. 9. 9. 1841 Stachov, o. 19. 7. 1868
- 1895   par. vacat, admin. interc. Ed. Feřtík
- 1896   Franc. Othmar. Pohl, n. 16. 11. 1845 Hirschberg, o. 18. 7. 1869, † 7. 6. 1930
- 1931   Josef Pekař, n. 19. 6. 1888 Roztoky, o. 13. 7. 1913
- 1936   par. vacat admin. interc. Arno Linke
- 1. 1.  1940    Arno Linke, n. 3. 4. 1906 Niems, o. 29. 6. 1930, † 22. 12. 1989
- 7. 10. 1952  František Ondrouch
- 15.1. 1953   Eman. Kindermann OFM Cap., admin. exc. z Kostomlat pod Milešovkou
- 1. 8.  1982 Antonín Audy, admin. exc. z Teplic
- 15.7. 1990 Petr Němec SDB, admin. exc. z Teplic
- 1. 10. 1993 Miroslav Maňásek SBD, admin. exc. z Teplic
- 1. 11. 1997 Jozef Kujan SDB, admin. exc. z Teplic
- 1. 7. 2006 Václav Čunek SDB, admin. exc. in spiritualibus z Teplic
- 1. 9. 2006 Stanislav Jonášek SDB, admin. exc. z Teplic
  - 1. 9. 2012 Jan Blaha SDB, admin. exc. in materialibus z Teplic
- 1. 9. 2017 Tomáš Mareš SDB, admin. exc. in spiritualibus z Teplic
  - 1. 7. 2018 Robert Kotyšan, admin. exc. in materialibus[3]

Kromě kněží stojících v čele farnosti, působili ve farnosti v průběhu její historie i jiní kněží. Většinou pracovali jako farní vikáři, kaplani, katecheté, výpomocní duchovní aj.

## Území farnosti
Do farnosti náleží území obce:
- Hostomice (Hostomitz)[p 2]
- Chotějovice (Kottowitz)[p 2]
- Chotovenka – zaniklá obec[4] (Kottowenka)[p 2]
- Krupá – zaniklá obec[4] (Krupei)[p 2]
- Lyskovice – obec zlikvidována v důsledku těžby[4] (Liskowitz)[p 2]
- Pohradice – obec zlikvidována v důsledku těžby[4] (Poratsch)[p 2]
- Světec (Schwaz)[p 2]
- Štrbice (Stirbitz)[p 2]
- Úpoř (Aupoř)[p 2]

## Římskokatolické sakrální stavby a místa kultu na území farnosti
| | Fotografie | Stavba                     | Místo  | Bohoslužby                      | Zeměpisné souřadnice             | Status       | Číslo kulturní památky                       |
| Kostel | Kostel     | Kostel                     | Kostel | Kostel                          | Kostel                           | Kostel       | Kostel                                       |
| --- | ---------- | -------------------------- | ------ | ------------------------------- | -------------------------------- | ------------ | -------------------------------------------- |
| 1. |            | Kostel sv. Jakuba Staršího | Světec | bližší informace o bohoslužbách | 50°36′36″ s. š., 13°48′43″ v. d. | farní kostel | 43566/5-2739 (Pk•MIS•Sez•Obr•WD) (Q24282891) |
| Některé drobné sakrální stavby a pamětihodnosti lze dohledat zde v databázi Drobné sakrální památky Zaniklé sakrální stavby lze dohledat zde v databázi Poškozené a zničené kostely, kaple a synagogy v České republice |            |                            |        |                                 |                                  |              |                                              |

V důsledku těžby byla v období 1945–1989 řada kaplí a kapliček zcela zničena. Ve farnosti se mohou nacházet i další drobné sakrální stavby, místa římskokatolického kultu a pamětihodnosti, které neobsahuje tato tabulka.

## Příslušnost k farnímu obvodu
Z důvodu efektivity duchovní správy byl vytvořen farní obvod (kolatura) farnosti-děkanství Teplice v Čechách, jehož součástí je i farnost Světec u Bíliny, která je tak spravována excurrendo.

## Galerie

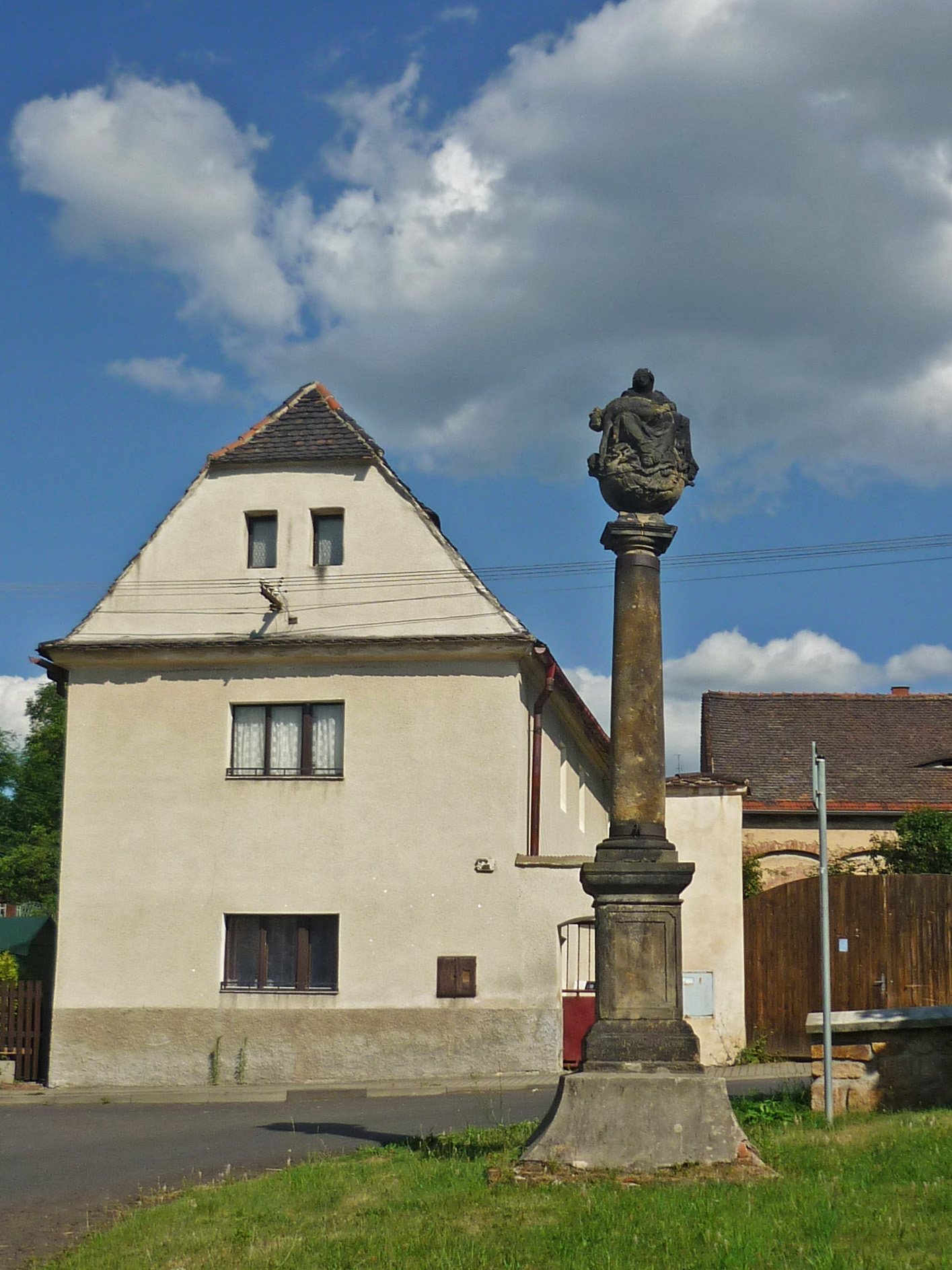
Sloup s Pietou ve Světci